# Rev Theory
Rev Theory (anteriormente conhecida como Revelation Theory) é uma banda de hard rock norte-americana formada em 2002 na cidade de North Andover, Massachusetts. Eles lançaram seu álbum de estréia intitulado "Truth is Currency" em 2005 com a gravadora EMI Element Records. No ano de 2007 a banda assinou contrato com a Interscope Records.

## História

### Primeiros anos eTruth is Currency(2002–2006)
Os primeiros membros da banda, Rich, Dave e Julien se encontraram pela primeira vez em 1997 no Colégio de Merrimack em North Andover, Massachusetts, e mudaram para Long Island, New York, em 2002, esperando por uma carreira musical. Um ano depois, o baixista Matty, que era um estudante na Universidade de Nova York se juntou à banda, completando o quarteto. Eles gravaram um EP demo e começaram a turnê, em 2005, eles foram aproveitados pela turnê Girls Gone Wild Rocks pela América. Então o grupo assinou com a subsidiária da EMI Element Records, e lançou o álbum Truth Is Currency em 2005.
Desde 2005, a banda tem estado constantemente em turnê com várias outras bandas. Em 2005, eles estavam em turnê com Sevendust e Hinder. Um single do Truth is Currency , "Slowburn", hit número 27 no Mainstream Rock Tracks EUA em 2005. Em 2006, eles fizeram uma turnê extensiva com Hinder, Buckcherry, e Evanescence, e também estão em turnê com esta última banda na Europa durante o mesmo ano.

### Light It Upe revelação (2007–2009)
Em 2007, a banda fez uma turnê com a Hinder mais uma vez, assim como com Papa Roach e Buckcherry. Mais tarde, em 2007, a banda assinou um contrato com a gravadora Interscope Records, e começou a escrever seu segundo álbum, Light It Up, bem como simplificou o nome da banda de Revelation Theory para Rev Theory. Eles começaram a chegar a uma base maior de fãs, quando a World Wrestling Entertainment começou a usar sua música para eventos pay-per-view, primeiro com "Light It Up", que foi a música tema oficial para a Wrestlemania XXIV e em segundo lugar com "Hell Yeah", como o tema oficial para One Night Stand (2008), que estreou em Junho. A ex-WWE, Diva Ashley Massaro apareceu no vídeo oficial da música "Hell Yeah". Também em 2008, Rich Luzzi forneceu os vocais para a canção "Voices", que foi tema de entrada da WWE Superstar Randy Orton. É também a faixa-título de Voices:  Album WWE The Music, vol. 9. A música Hell Yeah também foi destaque no jogo de vídeo-game Madden NFL 2009, também destaque a música Light it up no jogo de video-game NASCAR 09 e foi tema de entrada da série Blue Mountain State (BMS) na qual eles tiveram uma pequena participação em um episódio.
Interscope, Geffen A & M Records e Microsoft, se uniram para produzir o vídeo de estréia da nova música da banda exclusivamente em Xbox Live Video Store. Isso fez com que "Hell Yeah" da banda Rev Theory fosse o único primeiro vídeoclipe no Xbox LIVE.

## Membros
- Rich Luzzi – vocal
- Julien Jorgensen – guitarra
- Matty McCloskey – baixo
- Dave Agoglia – bateria
- Paul Phillips – guitarra (tour)

## Discografia
- Truth is Currency (2005) (como Revelation Theory)
- Light it Up (2008) (como Rev Theory)
- Justice (2011)
- The Revelation (2016)